# R. Dale Butts
R. Dale Butts (né le 12 mars 1910 à Lamasco, Kentucky et mort le 30 janvier 1990  à Santa Monica, en Californie) est un compositeur américain de musique de films.

## Filmographie
- 1944 : L'Esprit pervers (Strangers in the Night) de Anthony Mann
- 1944 : My Buddy (en) de Steve Sekely
- 1945 : La Belle de San Francisco (Flame of Barbary Coast)
- 1945 : La Femme du pionnier (Dakota)
- 1946 : Gay Blades (en)
- 1946 : Crime of the Century
- 1946 : Home on the Range
- 1946 : The Catman of Paris
- 1946 : One Exciting Week
- 1946 : My Pal Trigger
- 1946 : Night Train to Memphis
- 1946 : Under Nevada Skies
- 1946 : Roll on Texas Moon
- 1946 : Affairs of Geraldine
- 1946 : Sioux City Sue (en) de Frank McDonald
- 1946 : Heldorado
- 1947 : The Pilgrim Lady
- 1947 : The Crimson Key
- 1947 : Second Chance de James Tinling
- 1947 : Along the Oregon Trail
- 1947 : The Invisible Wall
- 1948 : Eyes of Texas
- 1948 : Night Time in Nevada
- 1948 : Son of God's Country
- 1948 : Les Pillards (The Plunderers)
- 1948 : The Far Frontier
- 1949 : Le Dernier Bandit (The Last Bandit)
- 1949 : Susanna Pass (en)
- 1949 : 'Hellfire (en) de R. G. Springsteen
- 1949 : La Tigresse
- 1949 : Down Dakota Way
- 1950 : Bells of Coronado (en)
- 1950 : Women from Headquarters
- 1950 : Mississippi-Express (Rock Island Trail)
- 1950 : The Savage Horde
- 1950 : Trigger, Jr.
- 1950 : Sunset in the West
- 1950 : Hit Parade of 1951
- 1950 : North of the Great Divide
- 1951 : Spoilers of the Plains
- 1951 : Night Riders of Montana
- 1951 : La Revanche des Sioux (en) (Oh! Susanna)
- 1951 : Heart of the Rockies (en) de William Witney
- 1951 : Thunder in God's Country
- 1951 : In Old Amarillo
- 1951 : Lost Planet Airmen
- 1951 : South of Caliente
- 1951 : The Sea Hornet
- 1952 : Wild Horse Ambush
- 1952 : Bal Tabarin
- 1952 : Woman of the North Country (en)
- 1952 : The WAC from Walla, Walla
- 1952 : Le Shérif de Tombstone (Toughest Man in Arizona) de R. G. Springsteen
- 1953 : Les Rebelles de San Antone (en) (San Antone)
- 1953 : Old Overland Trail (it)
- 1953 : Traqué dans Chicago (City That Never Sleeps)
- 1953 : Champ for a Day
- 1953 : Shadows of Tombstone
- 1953 : Red River Shore (it)
- 1953 : Geraldine
- 1953 : La Mer des bateaux perdus (Sea of Lost Ships)
- 1954 : Trader Tom of the China Seas (en)
- 1954 : Phantom Stallion (it)
- 1954 : Hell's Half Acre
- 1954 : Terreur à Shanghaï (The Shanghai Story)
- 1954 : Le Triomphe de Zorro (Man with the Steel Whip)
- 1954 : Les Proscrits du Colorado (The Outcast)
- 1954 : Hell's Outpost
- 1955 : Panther Girl of the Kongo (en)
- 1955 : Santa Fe Passage
- 1955 : I Cover the Underworld
- 1955 : City of Shadows
- 1955 : Colorado Saloon (The Road to Denver) de Joseph Kane
- 1955 : King of the Carnival (en)
- 1955 : Lay That Rifle Down
- 1955 : No Man's Woman
- 1955 : Courage Indien (The Vanishing American)
- 1956 : Stranger at My Door
- 1956 : Terror at Midnight
- 1956 : Guet-apens chez les Sioux (Dakota incident)
- 1956 : Thunder Over Arizona
- 1956 : Cet homme est armé (en) (The Man Is Armed)
- 1957 : Affair in Reno